# Gradius Arc: Legend of the Silver Wings
Gradius Arc: Legend of the Silver Wings (グラディウス・アーク -銀翼の伝説-?  Gradius Arc: Ginyoku no Densetsu) es un videojuego de rol táctico y estrategia de la saga Gradius para teléfonos móviles desarrollado por Konami y publicado el 30 de septiembre de 2010.